# براين مكمان
براين مكمان هو محامي وقاضي وسياسي أمريكي، ولد في 6 أكتوبر 1903 في نوروولك في الولايات المتحدة، وتوفي في 28 يوليو 1952 في واشنطن العاصمة في الولايات المتحدة. نشط حزبياً في الحزب الديمقراطي.

## مناصب
- انتخب عضو مجلس الشيوخ الأمريكي [الإنجليزية]‏ عن دائرة Connecticut Class 3 senate seat ‏ وقد انضم خلال فترته النيابية [الإنجليزية]‏ (3 يناير 1951 – 28 يوليو 1952) للكتلة البرلمانية الحزب الديمقراطي.
- انتخب عضو مجلس الشيوخ الأمريكي [الإنجليزية]‏ عن دائرة Connecticut Class 3 senate seat ‏ وقد انضم خلال فترته النيابية [الإنجليزية]‏ (3 يناير 1949 – 3 يناير 1951) للكتلة البرلمانية الحزب الديمقراطي.
- انتخب عضو مجلس الشيوخ الأمريكي [الإنجليزية]‏ عن دائرة Connecticut Class 3 senate seat ‏ وقد انضم خلال فترته النيابية [الإنجليزية]‏ (3 يناير 1947 – 3 يناير 1949) للكتلة البرلمانية الحزب الديمقراطي.
- انتخب عضو مجلس الشيوخ الأمريكي [الإنجليزية]‏ عن دائرة Connecticut Class 3 senate seat ‏ وقد انضم خلال فترته النيابية [الإنجليزية]‏ (3 يناير 1945 – 3 يناير 1947) للكتلة البرلمانية الحزب الديمقراطي.
- انتخب نائب عام الولايات المتحدة (1933 – 1935).
- انتخب مساعد المدعي العام للولايات المتحدة [الإنجليزية]‏ (1935 – 1939).
- انتخب قاضي (1933 – ).
- انتخب عضو مجلس الشيوخ الأمريكي [الإنجليزية]‏.
- رئيس لجنة الكونغرس الأمريكي المشتركة للطاقة الذرية

## وصلات خارجية
- براين مكمان على موقع مونزينجر (الألمانية)